# Bolívar (Yaracuy)
Pour les articles homonymes, voir Bolívar.
Bolívar est l'une des quatorze municipalités de l'État d'Yaracuy au Venezuela. Son chef-lieu est Aroa. En 2011, la population s'élève à 31 185 habitants.

## Géographie

### Subdivisions
Selon l'Institut national de statistique et contrairement à la plupart des municipalités du pays, la municipalité de Bolívar ne comporte aucune paroisse civile.